# Pavučina lží

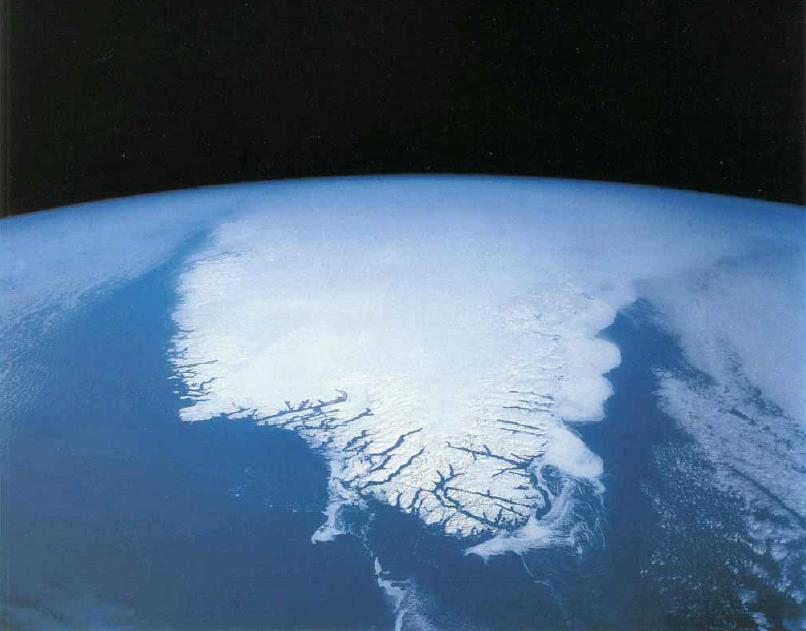
Příklad, dle autora, sporného snímku NASA

Pavučina lží či Anatomie lži (anglicky Deception Point) je kniha žánru thriller amerického spisovatele Dana Browna.

## Děj
Knížka pojednává o výzkumu NASA. Tato organizace údajně našla v arktickém ledu meteorit. Když je objeven, stane se předmětem státního zájmu, a jeho vyzdvižení z ledu provází mimořádná aktivita vědecká, ale hlavně politická. Rozjíždí se boj o peníze, který nehledí na oběti. Hrdinkou románu je mladá zpravodajská analytička Rachel Sextonová, dcera senátora Sextona, který se uchází o místo prezidenta USA. Rachel má oznámit v zastoupení Bílého domu objev světu. Proto odjíždí do Arktidy, kde se seznamuje se slavným oceánologem Michaelem Tollandem, který tajemný objekt zkoumá. Brzy se oba ocitají ve víru událostí, které ohrožují nejen jejich život. Jejich jedinou nadějí na přežití je, že se jim podaří rozplést řetěz intrik a zjistit, komu vlastně celá kontroverze kolem arktického objevu slouží.
V románu, kde jedna dramatická událost rychle střídá druhou, autor hýří pečlivě vybranými informacemi ze světa vědy a nejmodernější techniky, vyslovuje se však i k nečekaně vážným otázkám týkajícím se například soukromého podnikání nebo morálky politiků, vojáků, vědců i novinářů. Kam až lze zajít v zájmu bezpečnosti státu? Skutečně účel světí prostředky? (Účel by však dle Machiavelliho měl být ctnostný, což se často při popisu hesla "Účel světí prostředky" opomíná.)